# Ministério do Trabalho e da Solidariedade
O Ministério do Trabalho e da Solidariedade foi a designação de um departamento dos XIII e XIV Governos Constitucionais de Portugal.

## Ministros
Os titulares do cargo de ministro do Trabalho e da Solidariedade foram:
| Período     | Ministro                | Governo                     |
| ----------- | ----------------------- | --------------------------- |
| 1998 – 1999 | Eduardo Ferro Rodrigues | XIII Governo Constitucional |
| 1999 – 2002 | Paulo Pedroso           | XIV Governo Constitucional  |